# Revista Agrícola (1935)
Revista Agrícola és una revista que neix a Tarragona al gener de 1935. Porta com a subtítol: "Òrgan de la Cambra Oficial Agrícola". Com indica el seu nom tenia per objectiu tractar temes tècnics del sector agrícola i donar informació als seus subscriptors, normalment pagesos i associats agrícoles.

## Història
Revista Agrícola fundada per la Cambra Oficial Agrícola de la província de Tarragona. El seu director era el mateix president de la Cambra. La seu de l'administració i redacció estava ubicada a la Plaça Prim, 7. Impresa per Suc. d'Arts Gràfiques al carrer Reding, 40, a Tarragona.
Escrita en català.
La revista era "la continuadora" de l'antic butlletí que editava la Cambra, però posat al dia amb motiu de la seva renovació. Alguns articles són signats per l'advocat Ignasi Castellví i A. Puigdollers, veterinari.
Dedicava especial atenció a els temes agrícoles. El primer número estava dedicat a la viticultura: "El panorama vitícola"; "Els cellers cooperatius del Priorat", "La Magna Assemblea Vitícola de Barcelona: Alguns antecedents signat per Ignasi Castellví. Comptava amb algunes seccions com: "Noticiari Agrícola".
Presentava publicitat: sobre si mateixa, la Cambra i sobre serveis de què podien gaudir gratuïtament els pagesos. Consultori jurídic sobre temes agrícoles i Consultori Agronòmic i Fitopatològic.
Els lectors eren persones vinculades al món agrari.
La significació de la publicació rau en el fet que dona una visió del sector agrícola del moment de la zona de Tarragona.
A la Biblioteca Hemeroteca Municipal de Tarragona es conserva un exemplar digitalitzat.

## Aspectes tècnics
Els exemplars presentaven el següent format: 8 pàgines de 31,7 x 21 cm a dues columnes de 7,5 cm.
La capçalera mesurava 5,5 x 16,2 cm. A banda i banda del títol hi ha dues fletxes oposades.